# Liste der Biografien/Boi–Bok
Liste der Biografien |
Portal Biografien |
Personensuche
# |
A |
B |
C |
D |
E |
F |
G |
H |
I |
J |
K |
L |
M |
N |
O |
P |
Q |
R |
S |
T |
U |
V |
W |
X |
Y |
Z |
?
 
Ba |
Be |
Bd |
Bg |
Bh |
Bi |
Bj |
Bl |
Bm |
Bn |
Bo |
Br |
Bs |
Bu |
Bw |
By |
Bz
 
Boa–Boc |
Bod |
Boe |
Bof |
Bog |
Boh |
Boi–Bok |
Bol |
Bom |
Bon |
Boo |
Bop |
Boq |
Bor |
Bos |
Bot |
Bou |
Bov–Boz
Die Liste der Biografien führt alle Personen auf, die in der deutschsprachigen Wikipedia einen Artikel haben. Dieses ist eine Teilliste mit 540 Einträgen von Personen, deren Namen mit den Buchstaben „Boi“ – „Bok“ beginnt.

## Boi–Bok

### Boi
- Boi, Paolo (1528–1598), italienischer Schachmeister
- Boi-Nai, Vincent (* 1945), ghanaischer Ordensgeistlicher, römisch-katholischer Bischof von Yendi

#### Boia
- Boia, Lucian (* 1944), rumänischer Historiker
- Boianjiu, Shani (* 1987), israelische Autorin
- Boiarchinov, Feodor (* 1993), deutscher Eishockeyspieler
- Boiardo, Matteo Maria (1441–1494), italienischer Dichter

#### Boib
- Boibuat, Boibat Malainin, saharauischer Diplomat

#### Boic
- Boice, William M (* 1940), US-amerikanischer Offizier, Generalmajor der US-Army
- Boiceau, Charles (1841–1907), Schweizer Politiker (LPS)
- Boichi (* 1973), südkoreanischer MangakaBoichi (* 1973)

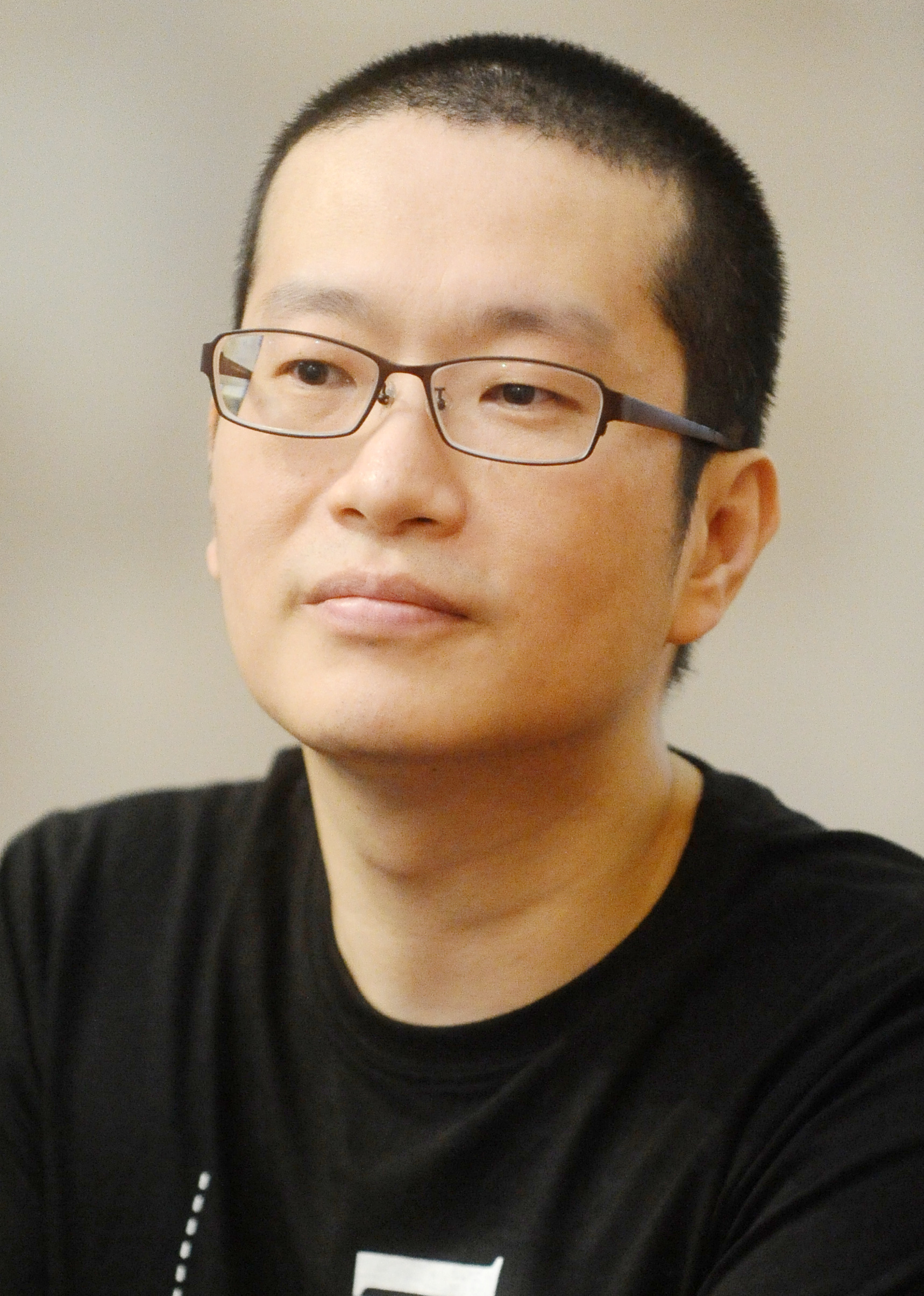
Boichi (* 1973)

- Boichis, Adrien (* 2003), französischer Radrennfahrer
- Boiciuc, Alisia (* 2005), rumänische Handballspielerin
- Böick, Marcus (* 1983), deutscher Historiker
- Boico, Alexandra (* 2009), deutsche Eishockeyspielerin

#### Boid
- Boidas, griechischer Erzgießer
- Boidi, María Cristina (1941–2022), argentinisch-österreichische Frauenrechtsaktivistin, Widerstandskämpferin
- Boidin, Franck (* 1972), französischer Florettfechter
- Boidman, Yuri (* 1952), deutscher Schachspieler
- Boido, Federico (1940–2014), italienischer Schauspieler

#### Boie
- Boie, Cai (1926–1999), deutscher Schiffbauingenieur und Autor
- Boie, Dietrich (1923–2001), deutscher anthroposophischer Arzt und Krebsforscher
- Boie, Ernst (1863–1930), deutscher Großkaufmann, Politiker und estnischer Konsul
- Boie, Friedrich (1789–1870), deutscher Jurist, Entomologe und Ornithologe
- Boie, Heinrich (1794–1827), deutscher Zoologe
- Böie, Heinrich (1825–1879), deutscher Violinist, Komponist und Musikalienhändler
- Boie, Heinrich Christian (1744–1806), deutscher Schriftsteller und Herausgeber
- Boie, Johannes (* 1983), deutscher Journalist
- Böie, John (1822–1900), deutscher Geiger, Komponist und Dirigent
- Boie, Kirsten (* 1950), deutsche SchriftstellerinKirsten Boie (* 1950)

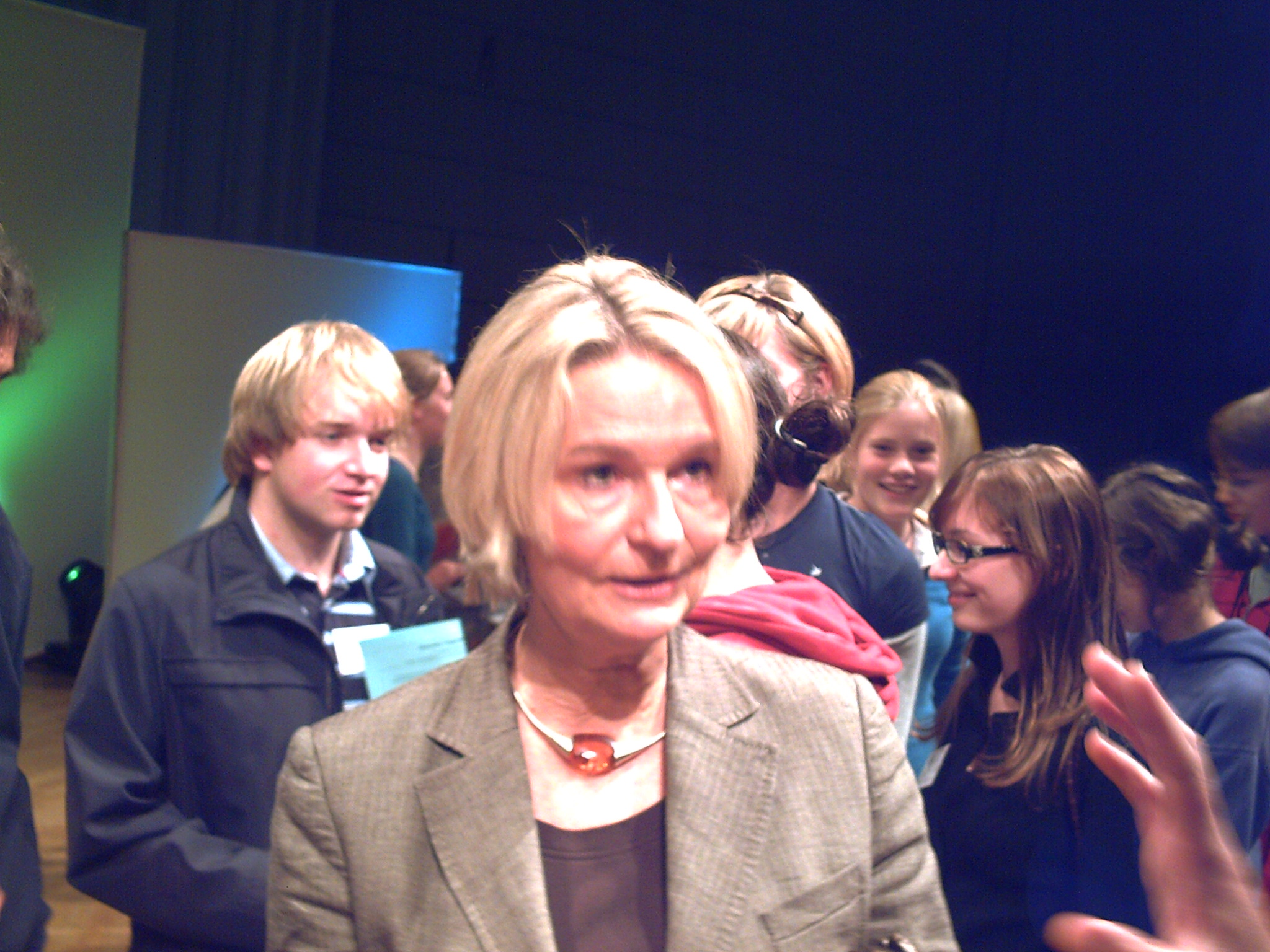
Kirsten Boie (* 1950)

- Boie, Margarete (1880–1946), deutsche Schriftstellerin
- Boie, Nicolaus der Ältere († 1542), deutscher Reformator
- Boie, Nicolaus der Jüngere († 1542), evangelischer Theologe, Reformator und Kirchenlieddichter
- Boie, Reinhold (1831–1907), deutscher Jurist und preußischer Oberbürgermeister von Bromberg und Potsdam
- Boie, Werner (1901–1978), deutscher Ingenieur und Hochschullehrer
- Boie, Werner (1913–2012), deutscher Offizier
- Boieldieu, François-Adrien (1775–1834), französischer OpernkomponistFrançois-Adrien Boieldieu (1775–1834)

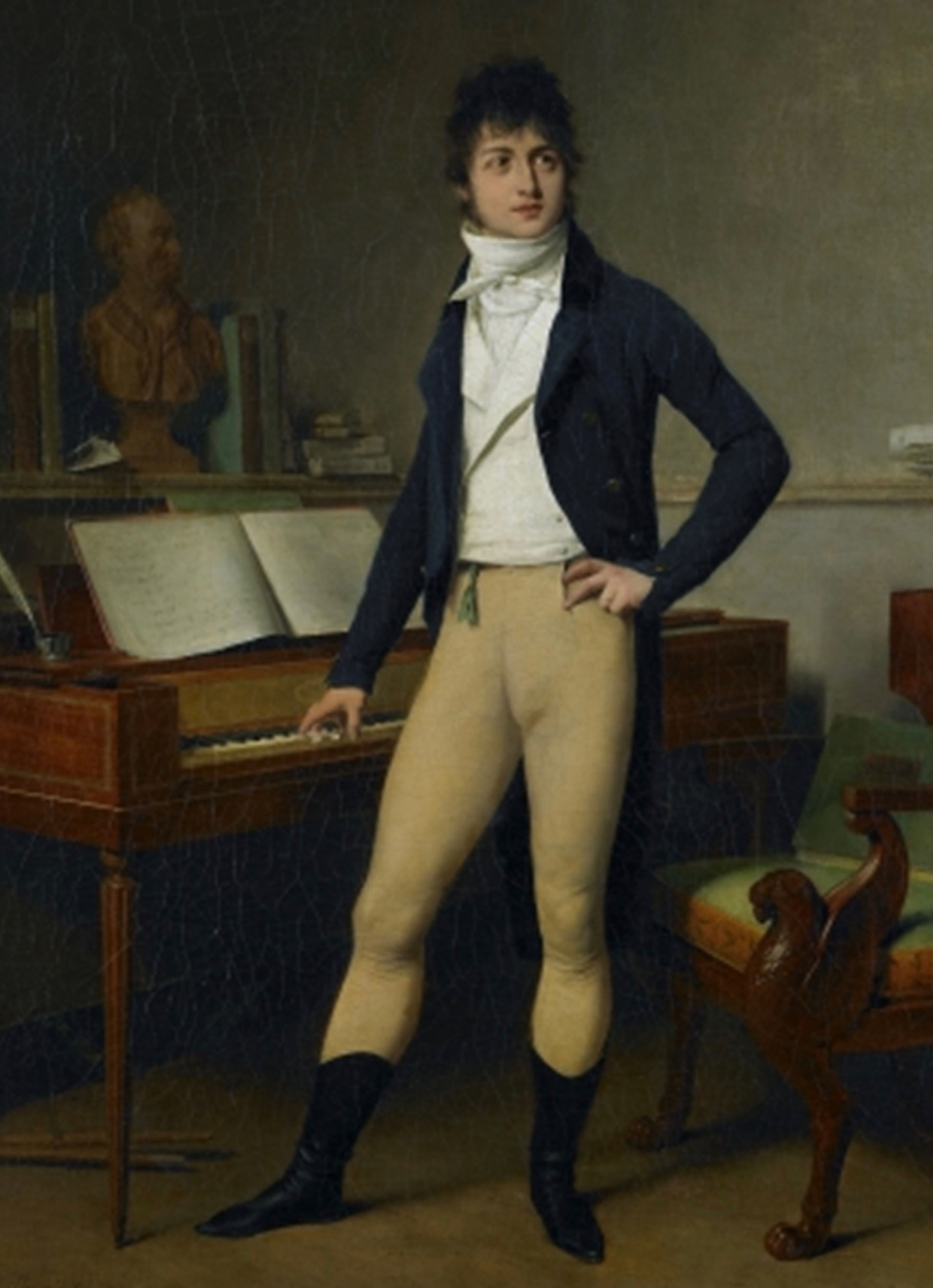
François-Adrien Boieldieu (1775–1834)

- Boies, Horace (1827–1923), US-amerikanischer Politiker
- Boies, William D. (1857–1932), US-amerikanischer Politiker

#### Boif
- Boifava, Davide (* 1946), italienischer Radrennfahrer
- Boiffard, Jacques-André (1902–1961), französischer Arzt und Fotograf

#### Boig
- Boigelot, Jacques (1929–2023), belgischer Filmregisseur und Drehbuchautor
- Boiger, Alexandra, Kinderbuchautor und Kinderbuchillustrator
- Boigne, Benoît de (1751–1830), französischer Abenteurer und General
- Boigne, Raoul de (1862–1949), französischer Sportschütze

#### Boij
- Boije af Gennäs, Carl Oscar (1849–1923), schwedischer Notensammler
- Boije, Göran († 1617), schwedischer Diplomat, Feldmarschall und Gouverneur

#### Boik
- Boike, Julia (* 1995), deutsche Fußballschiedsrichterin
- Boiko, Marietta Nikolajewna (* 1935), sowjetische und russische Literaturwissenschaftlerin und Kulturwissenschaftlerin
- Boiko, Rostislaw Grigorjewitsch (1931–2002), russischer Komponist
- Boiko, Swetlana Anatoljewna (* 1972), russische Florettfechterin und Olympiasiegerin
- Boiko, Swetlana Jurjewna (* 1966), sowjetische Eisschnellläuferin
- Boikow, Alexander Rafailowitsch (* 1975), russischer Eishockeyspieler
- Boikow, Alexander Wladimirowitsch (* 1975), russischer Eishockeyspieler
- Boikowa, Alexandra Igorewna (* 2002), russische Eiskunstläuferin

#### Boil
- Boilard, Simone (* 2000), kanadische Radrennfahrerin
- Boilat, David (1814–1901), senegalesisch-französischer römisch-katholischer Geistlicher, Gelehrter und Schriftsteller
- Boileau, Alan (* 1999), französischer Radrennfahrer
- Boileau, Anne (* 1975), französische Tischtennisspielerin
- Boileau, Charles (1648–1704), französischer römisch-katholischer Geistlicher, Kommendatarabt, Hofprediger und Mitglied der Académie française
- Boileau, Étienne († 1270), erster königlicher Vogt (Prévôt) von Paris
- Boileau, George Theodore (1912–1965), US-amerikanischer Ordensgeistlicher, Koadjutorbischof von Fairbanks
- Boileau, Gerald J. (1900–1981), US-amerikanischer Politiker
- Boileau, Gilles (1631–1669), französischer Übersetzer und Mitglied der Académie française
- Boileau, Jacques (1635–1716), französischer katholischer Theologe, Kanoniker
- Boileau, Josh (* 1995), irischer Snookerspieler
- Boileau, Louis-Auguste (1812–1896), französischer Architekt
- Boileau, Louis-Charles (1837–1914), französischer Architekt
- Boileau, Michel, französischer Mathematiker
- Boileau, Nicolas (1636–1711), französischer SchriftstellerNicolas Boileau (1636–1711)

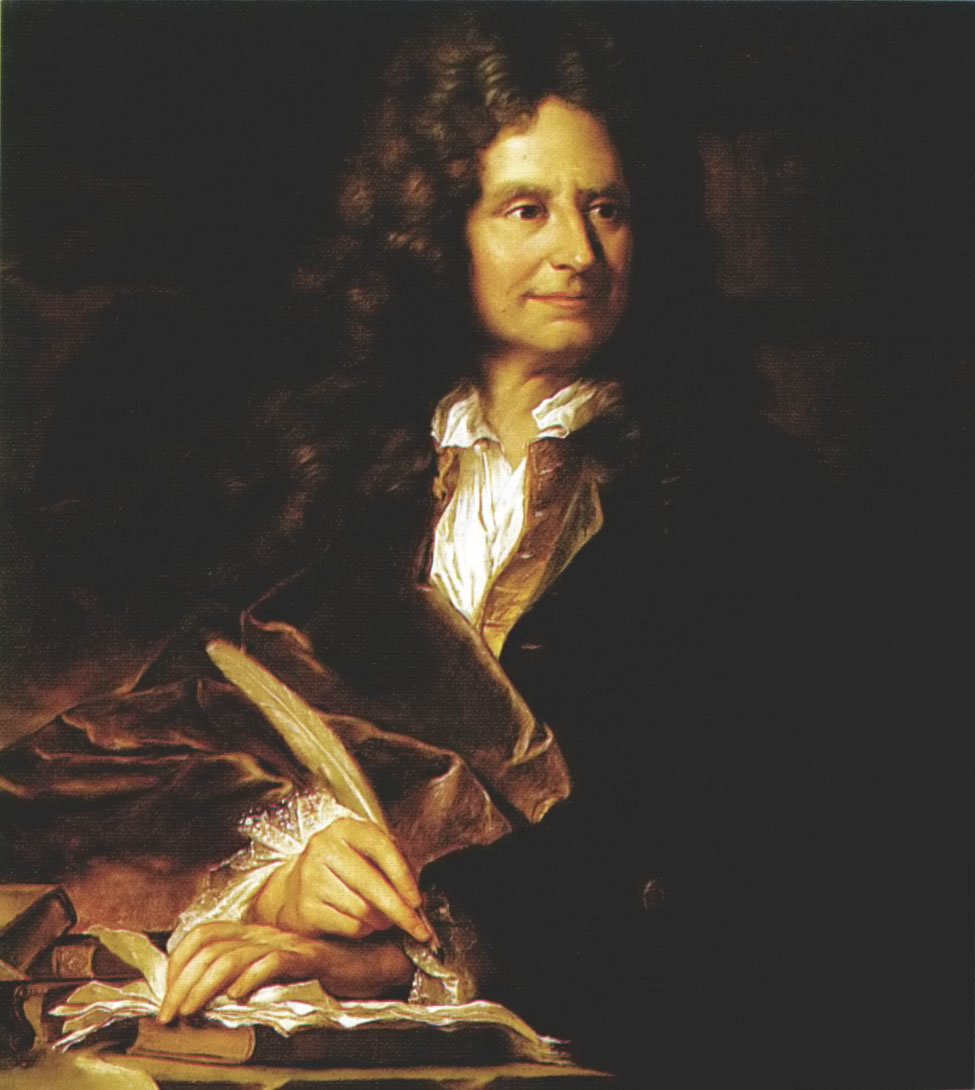
Nicolas Boileau (1636–1711)

- Boileau, Pierre (1906–1989), französischer Autor
- Boilen, Bob (* 1953), US-amerikanischer Radiomoderator, Musiker und Autor
- Boilesen, Nicolai (* 1992), dänischer Fußballspieler
- Boilet, Frédéric (* 1960), französischer Comic-Autor und Zeichner
- Boillat, Marcel (1929–2020), Schweizer politischer Aktivist
- Boilley, Sophie (* 1989), französische Biathletin
- Boillot, André (1891–1932), französischer Autorennfahrer
- Boillot, Georges (1884–1916), französischer Autorennfahrer
- Boilly, Alphonse (1801–1867), französischer Kupferstecher und Lithograph
- Boilly, Edouard (1799–1854), französischer Komponist
- Boilly, Julien Léopold (1796–1874), französischer Maler und Lithograf
- Boilly, Louis-Léopold (1761–1845), französischer Maler und Lithograph
- Boily, David (* 1990), kanadischer Bahn- und Straßenradrennfahrer
- Boily, Eric (* 1987), kanadischer Straßenradrennfahrer

#### Boim
- Boim, Seʾev (1943–2011), israelischer Politiker des Likud sowie der Kadima
- Boimbo, Ambroise (1930–1981), kongolesischer Elektriker
- Boime, Albert (1933–2008), US-amerikanischer Kunsthistoriker und Hochschullehrer

#### Boin
- Boin, Victor (1886–1974), belgischer Sportjournalist, Sportler und Sportfunktionär
- Boinay, Robert (1918–1988), Schweizer Maler, Zeichner und Holzschneider
- Boindin, Nicolas (1676–1751), französischer Gelehrter und Dramatiker
- Boine, Bernhard (1912–1978), deutscher Politiker (CDU), MdL
- Boine, Mari (* 1956), norwegisch-samische Musikerin
- Boinebroke, Jehan († 1286), französischer Kaufmann
- Boineburg und Lengsfeld, Philipp Julius Leopold von (1738–1816), königlich preußischer Generalmajor und zuletzt Kommandeur des Infanterie-Regiments Nr. 44
- Boineburg, Philipp Wilhelm von (1656–1717), Reichsgraf, Erfurter Statthalter, Rektor
- Boineburg-Lengsfeld, Hans von (1889–1980), deutscher Generalleutnant
- Boines, Houston (1918–1970), US-amerikanischer Bluessänger und Mundharmonikaspieler
- Boing von Oldersum († 1540), ostfriesischer Adliger und Beamter

#### Boio
- Boio, delphische Hymnendichterin
- Boiorix († 101 v. Chr.), König der Kimbern
- Boios, griechischer Autor

#### Boir
- Boirac, Émile (1851–1917), französischer Esperantist
- Boiron, Baptiste (* 1980), französischer Musiker (Saxophone, Klarinette, Komposition)

#### Bois
- Bois, Andreas du (* 1956), deutscher Gynäkologe und Onkologe
- Bois, Catharina du († 1776), niederländische Malerin von Stillleben
- Bois, Cécile (* 1971), französische SchauspielerinCécile Bois (* 1971)

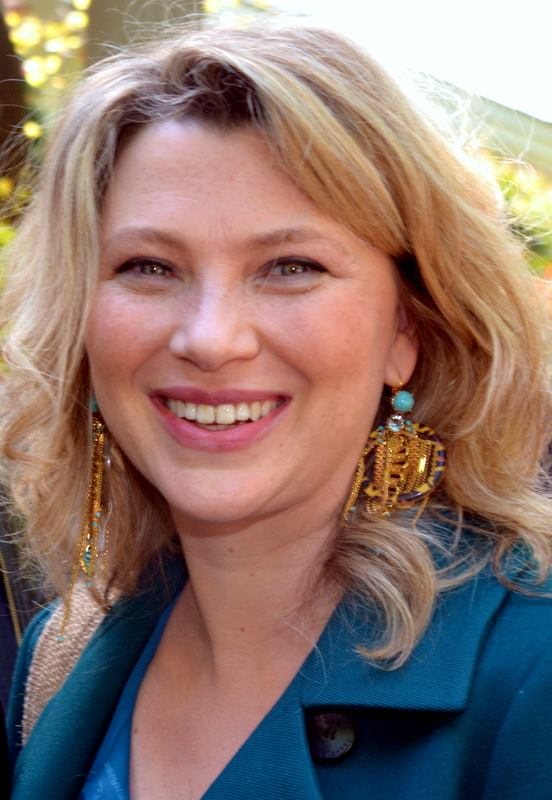
Cécile Bois (* 1971)

- Bois, Curt (1901–1991), deutscher Schauspieler
- Bois, Danny (* 1983), kanadischer Eishockeyspieler
- Bois, Désiré (1856–1946), französischer Botaniker
- Bois, Guy (1934–2019), französischer Historiker, Mediävist und Hochschullehrer
- Bois, Henri (1862–1924), französischer protestantischer Theologe
- Bois, Ilse (1896–1960), deutsch-US-amerikanische Kabarettistin, Schauspielerin und Parodistin
- Bois, Johann Ernst du (1805–1867), deutscher Zinngießer und Unternehmer
- Bois, John (1560–1643), englischer Kleriker und Gelehrter
- Bois, Louis du († 1699), französischer Militär, Grand Bailli von Touraine
- Bois, Louis Thomas du (1668–1742), französischer Adliger und Militär
- Bois, Yve-Alain (* 1952), französischer Kunsthistoriker und Hochschullehrer
- Bois-Reymond, Fanny du (1891–1990), deutsche Gärtnerin, Psychoanalytikerin und Übersetzerin
- Bois-Reymond, Lili du (1864–1948), deutsche Schriftstellerin
- Boische, Charles de la († 1749), französischer Seeoffizier und Gouverneur von Neufrankreich (1726–1746)
- Boischollet, Hilarion-François de Chevigné de (1746–1812), französischer Bischof
- Boisclair, André (* 1966), kanadischer Politiker
- Boisdavid, Anton Simon von († 1706), herzöglich cellischer Generalmajor und Chef des Reiter-Regiments Nr. 3-B
- Boisdeffre, Pierre de (1926–2002), französischer Staatsbeamter, Diplomat, Romanist und Literaturkritiker
- Boisdeffre, Raoul Le Mouton de (1839–1919), französischer Berufssoldat
- Boisduval, Jean Baptiste Alphonse Dechauffour de (1799–1879), französischer Insektenforscher, Botaniker und Arzt
- Boise, Otis Bardwell (1844–1912), US-amerikanischer Komponist
- Boisecq, Simone (1922–2012), französische Journalistin und Bildhauerin
- Boisedu, Johan (* 1979), französischer Handballspieler
- Boiselle, Gabriele (* 1954), deutsche Tierfotografin
- Boisen, Axel (* 1967), dänischer Dokumentarfilmautor, -regisseur und -produzent
- Boisen, Myles (* 1956), US-amerikanischer Musiker (Gitarre) und Tontechniker
- Boisfermé, Bonnaventure-François de (1661–1722), französischer Kommandant und Kolonialadministrator
- Boisgard, Quentin (* 1997), französischer Fußballspieler
- Boisgelin de Cucé, Jean-de-Dieu-Raymond de (1732–1804), französischer römisch-katholischer Erzbischof, Kardinal und Mitglied der Académie française
- Boisguilbert, Pierre Le Pesant de (1646–1714), französischer Ökonom aus der Zeit des Merkantilismus
- Boishardy, Marcel (1945–2011), französischer Radrennfahrer
- Boishu, Joseph (* 1939), französischer Geistlicher und emeritierter Weihbischof in Reims
- Boisits, Barbara (* 1961), österreichische Musikwissenschaftlerin und Autorin
- Boisjoly, Roger (1938–2012), amerikanischer Ingenieur
- Boiskos, griechischer Bildhauer
- Boisly, Hermann (1880–1947), deutscher Kommunalpolitiker
- Boisly, Theodor (1848–1934), deutscher Jurist und Mitglied des Preußischen Abgeordnetenhauses
- Boisman, Georg von (1910–1985), schwedischer Moderner Fünfkämpfer
- Boismenu, Alain de (1870–1953), französischer römisch-katholischer Bischof und Missionar
- Boismont, Nicolas Thyrel de († 1786), französischer Theologe und Prediger
- Boismortier, Joseph Bodin de (1689–1755), französischer KomponistJoseph Bodin de Boismortier (1689–1755)

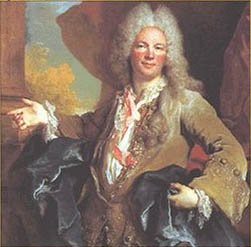
Joseph Bodin de Boismortier (1689–1755)

- Boisot, Ludwig von († 1576), niederländischer Admiral, Herr auf Ruart
- Boisrobert, François Le Métel de (1592–1662), französischer Geistlicher, Dichter und Dramatiker
- Boisrond, Michel (1921–2002), französischer Filmregisseur und Drehbuchautor
- Boisrond-Canal, Pierre Théoma (1832–1905), haitianischer Politiker und Präsident von Haiti
- Boissard de Boisdenier, Joseph Ferdinand (1813–1866), französischer Maler und Musiker der Romantik
- Boissard, Jean-Jacques († 1602), französischer Antiquitätensammler und lateinischer Dichter
- Boissard, Sophie (* 1970), französische Unternehmensleiterin
- Boissat, Pierre de (1603–1662), französischer Schriftsteller und Mitglied der Académie française
- Boisse, Éric (* 1980), französischer Degenfechter und Olympiasieger
- Boisse, Philippe (* 1955), französischer Fechter
- Boisseau, Jocelyne (* 1953), französische Schauspielerin
- Boisseau, Juanita (1911–2012), US-amerikanische Tänzerin
- Boisseau, Sébastien (* 1974), französischer Jazzmusiker
- Boissel de Monville, Hippolyte (1794–1863), französischer Fabrikbesitzer und Pflanzensammler
- Boisselet, Marie Thérèse Françoise (1731–1800), Mätresse des französischen Königs Ludwig XV.
- Boisselier, Antoine-Félix (1790–1857), französischer Historien- und Landschaftsmaler
- Boisselier, Jean (1912–1996), französischer Archäologe
- Boisselier, Jeremias Theodor (1826–1912), deutscher Reichsoberhandelsgerichtsrat und Reichsgerichtsrat
- Boisselier, Julien (* 1970), französischer SchauspielerJulien Boisselier (* 1970)

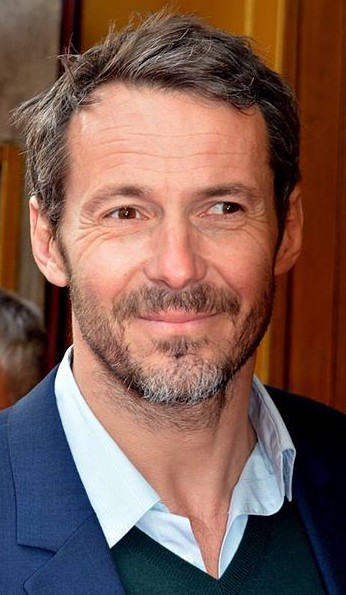
Julien Boisselier (* 1970)

- Boisselot, Jean Louis (1782–1847), französischer Unternehmer und Gründer des Klavierbau-Unternehmens Boisselot & Fils, Marseille
- Boisselot, Louis-Constantin (1809–1850), französischer Klavierbauer
- Boisselot, Xavier (1811–1893), französischer Komponist und Klavierbauer
- Boisserée, Melchior (1786–1851), deutscher Kunstsammler
- Boisseree, Simone (* 1948), US-amerikanische Stuntfrau und Schauspielerin
- Boisserée, Sulpiz (1783–1854), deutscher Gemäldesammler, Architektur- und KunsthistorikerSulpiz Boisserée (1783–1854)

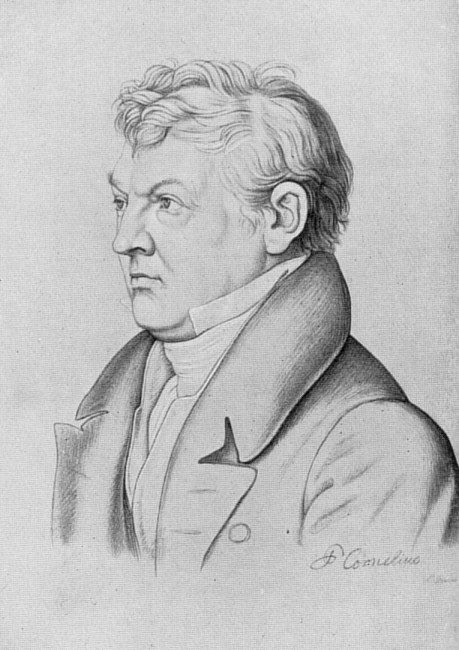
Sulpiz Boisserée (1783–1854)

- Boisset, Arnaud (* 1998), Schweizer Skirennläufer
- Boisset, Raymond (1912–1991), französischer Sprinter
- Boisset, Yves (1939–2025), französischer Regisseur und Drehbuchautor
- Boissevain, Mia (1878–1959), niederländische Zoologin und Frauenrechtlerin
- Boissevain, Ursul Philip (1855–1930), niederländischer Althistoriker
- Boissevain-van Lennep, Mies (1896–1965), niederländische Frauenrechtlerin und Widerstandskämpferin
- Boissier de Sauvages de Lacroix, François (1706–1767), französischer Arzt, Botaniker und Hochschullehrer
- Boissier de Sauvages, Pierre Augustin (1710–1795), französischer Naturforscher, Enzyklopädist und Provenzalist
- Boissier, André (1904–1956), Schweizer Diplomat
- Boissier, André Jean-Jacques, Generalkonsul von Frankreich
- Boissier, Edmond (1810–1885), Schweizer Botaniker
- Boissier, Gaston (1823–1908), französischer Althistoriker und Klassischer Philologe
- Boissier, Laurence (1965–2022), Schweizer Schriftstellerin
- Boissier, Léopold (1893–1968), Schweizer Jurist, Präsident des Internationalen Komitees vom Roten Kreuz
- Boissier, Pierre (1920–1974), Schweizer Jurist, Delegierter und Mitglied des Internationalen Komitees vom Roten Kreuz (IKRK)
- Boissier-Butini, Caroline (1786–1836), Schweizer Pianistin und Komponistin
- Boissière, Gustave (1850–1927), französischer Romanist
- Boissière, Hervé (* 1966), französischer Musikproduzent
- Boissière, Prudence (1806–1885), französischer Romanist und Lexikograf
- Boissieu, Alain de (1914–2006), französischer Generalstabschef
- Boissieu, Jean-Jacques de (1736–1810), französischer Maler, Zeichner und Kupferstecher
- Boissieu, Pierre de (* 1945), französischer Diplomat
- Boisson de Chazournes, Laurence, französische Juristin, Professorin an der Universität Genf
- Boisson, Christine (1956–2024), französische Schauspielerin
- Boisson, Francis (1928–2021), monegassischer Sportschütze
- Boisson, Loïs (* 2003), französische TennisspielerinLoïs Boisson (* 2003)

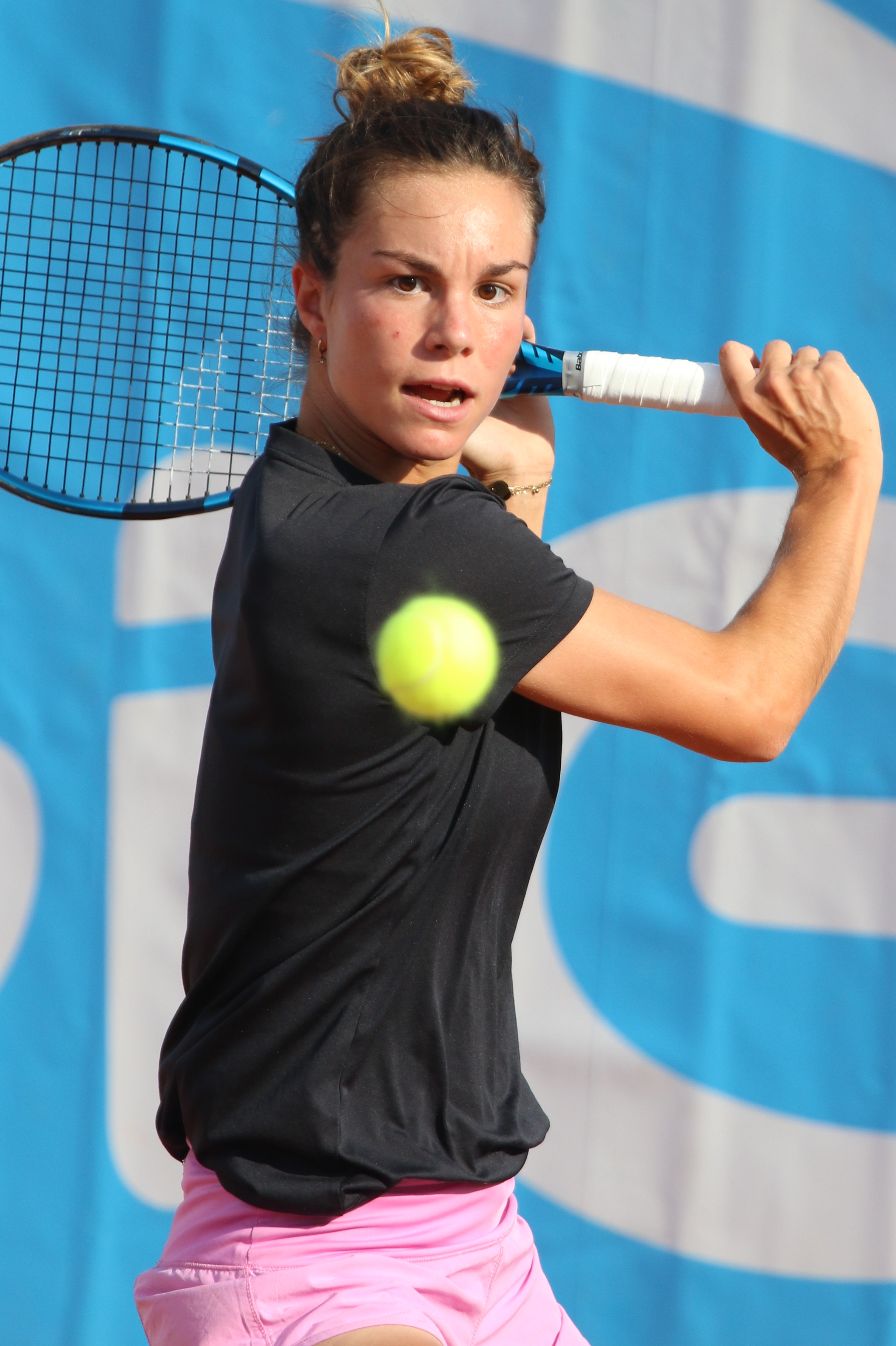
Loïs Boisson (* 2003)

- Boisson, Noëlle (* 1944), französische Filmeditorin
- Boissonade, Gustave (1825–1910), französischer Rechtsgelehrter
- Boissonade, Jean-François (1774–1857), französischer Klassischer Philologe
- Boissonnas, Edith (1904–1989), Schweizer Dichterin und Literaturkritikerin
- Boissonnas, Fred (1858–1946), Schweizer Fotograf
- Boissonnault, Randy (* 1970), kanadischer Politiker und Journalist
- Boissonneau, Auguste (1802–1883), französischer Ornithologe, Naturalienhändler und Ocularist
- Boissonneau, John Anthony (* 1949), kanadischer Geistlicher, Weihbischof in Toronto
- Boissonneaux de Chevigny, Robert de (1920–2011), französischer Ordensgeistlicher, Altbischof von Nouakchott
- Boissy d’Anglas, François-Antoine (1756–1826), Politiker während der Französischen Revolution
- Boissy, Louis de (1694–1758), französischer Dichter
- Boissy, Louis Michel de (1725–1788), französischer Historiker
- Boiste, Pierre-Claude (1765–1824), französischer Romanist und Lexikograf
- Boisvert, Constance (* 1982), kanadische Snowboarderin
- Boisvert, Hugo (* 1976), kanadischer Eishockeyspieler, -trainer und -funktionär
- Boisvert, Michel Patrick, haitianischer Politiker
- Boisvert-Lacroix, Alex (* 1987), kanadischer Eisschnellläufer

#### Boit
- Boit, Harro (1943–1991), deutscher Bildhauer, Graphiker und Maler
- Boit, Kibet (* 1934), kenianischer Sprinter
- Boit, Mike (* 1949), kenianischer Mittelstreckenläufer und Hochschullehrer
- Boit, Philemon Kiprop (* 1976), kenianischer Marathonläufer
- Boit, Philip (* 1971), kenianischer Skilangläufer
- Boita, Peter (1924–1997), britischer Filmeditor
- Boitaca, Diogo († 1528), Baumeister der Manuelinik (Gotik)
- Boitani, Luigi (* 1946), italienischer Biologe
- Boitano, Brian (* 1963), US-amerikanischer EiskunstläuferBrian Boitano (* 1963)

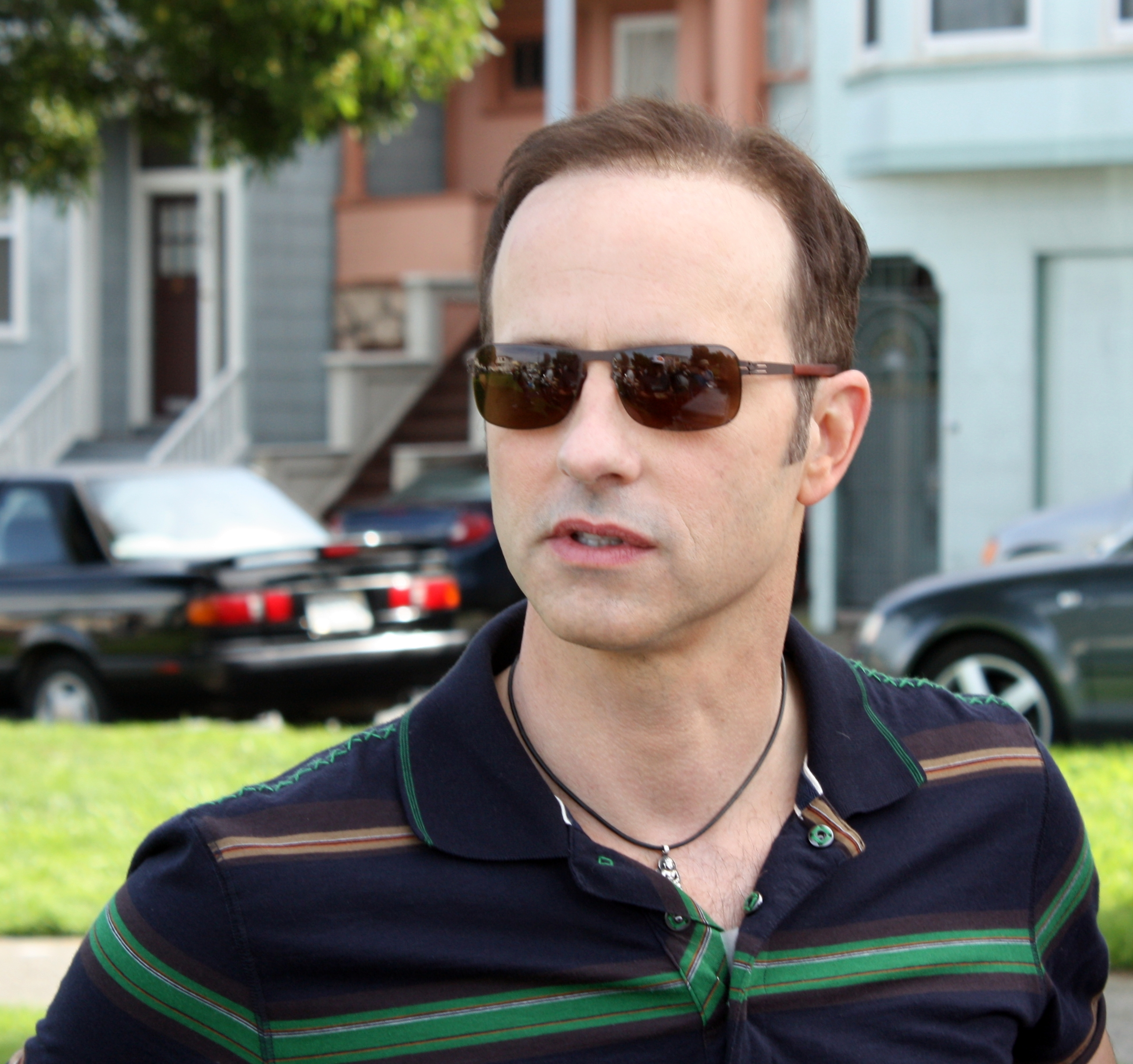
Brian Boitano (* 1963)

- Boitard, Pierre (1789–1859), französischer Botaniker und Geologe
- Boițeanu, Ion (1885–1946), rumänischer Generalleutnant, Kulturminister, kommissarischer Justizminister
- Boiteau, Arnaud (* 1973), französischer Vielseitigkeitsreiter
- Boitel, Jeanne (1904–1987), französische Schauspielerin
- Boitel, Maurice (1919–2007), französischer Maler
- Boitel, Pedro Luis (1931–1972), kubanischer Dissident und politischer Gefangener
- Boitelle, Émile (1898–1951), französischer Turner
- Boiteux, Jean (1933–2010), französischer Schwimmer
- Boitin, Florian (* 1967), deutscher Designer
- Boito, Arrigo (1842–1918), italienischer Schriftsteller und KomponistArrigo Boito (1842–1918)

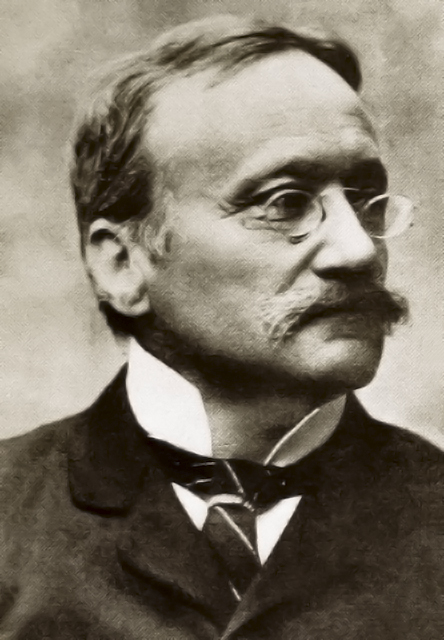
Arrigo Boito (1842–1918)

- Boito, Camillo (1836–1914), italienischer Architekt und Autor
- Boitschenko, Pawel Nikolajewitsch (* 1975), russischer Eishockeyspieler

#### Boiv
- Boivie, Gustaf (1864–1951), schwedischer Sportschütze
- Boivin, Abraham (1815–1885), Schweizer Richter und Politiker
- Boivin, Dominique (* 1952), französischer Tänzer und Choreograf des zeitgenössischen Tanzes
- Boivin, François (* 1982), kanadischer Snowboarder
- Boivin, Guillaume (* 1989), kanadischer Bahn- und Straßenradrennfahrer
- Boivin, Jean (1663–1726), französischer Gräzist und Mitglied der Académie française
- Boivin, Jean-Baptiste (1898–1970), französischer Ordensgeistlicher, Apostolischer Vikar und Erzbischof von Abidjan
- Boivin, Jean-Marc (1951–1990), französischer Alpinist
- Boivin, Leo (1932–2021), kanadischer Eishockeyspieler, -trainer und -scout
- Boivin, Marie Anne (1773–1841), französische Hebamme
- Boivin, Nicole (* 1970), kanadische Archäologin
- Boivin, Olivier (* 1965), französischer Kanute
- Boivin-Béluse, Édith (* 1947), kanadische Pianistin
- Boivineau, Yves (* 1947), französischer Geistlicher und römisch-katholischer Bischof von Annecy

#### Boix
- Boix, Félix (1858–1932), spanischer Eisenbahningenieur, Direktor der Nordspanischen Eisenbahnen, Kunstsammler und -historikerFélix Boix (1858–1932)

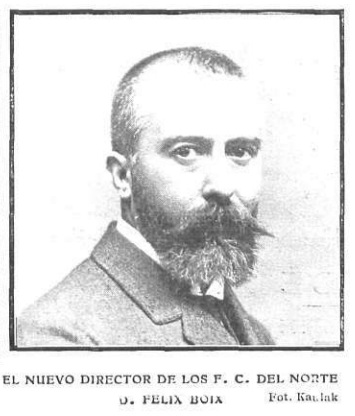
Félix Boix (1858–1932)

- Boix, Francisco (1920–1951), republikanischer Spanier, der im KZ Mauthausen inhaftiert war

#### Boiz
- Boizard, Gilles (1933–1987), französischer Komponist
- Boizenburg, Jordan von, Ratsnotar
- Boizow, Denis Nikolajewitsch (* 1986), russischer Boxer
- Boizow, Michail Anatoljewitsch (* 1961), russischer Historiker

### Boj
- Bojack, Paul (1913–2008), deutscher Maler und Grafiker
- Bojadschi, Michael George, griechischer Grammatiker des Aromunischen und des Neugriechischen
- Bojadschiew, Martin (* 1987), bulgarischer Eishockeyspieler
- Bojadschiew, Miroslaw (* 1979), bulgarischer Shorttracker und Trainer
- Bojadschiew, Slatju (1903–1976), bulgarischer Maler
- Bojadschiew, Tsotscho (* 1951), bulgarischer Philosoph
- Bojadschjan, Anna (1954–2015), sowjetische bzw. armenische Biochemikerin und Hochschullehrerin
- Bojadzhiev, Boris (* 1979), deutscher Filmkomponist
- Bojadžijev, Manuela (* 1971), deutsche Politikwissenschaftlerin, Soziologin und Hochschullehrerin
- Bojahr, Nelly Marie (* 1988), deutsche Schönheitskönigin, Miss Germany 2007Nelly Marie Bojahr (* 1988)

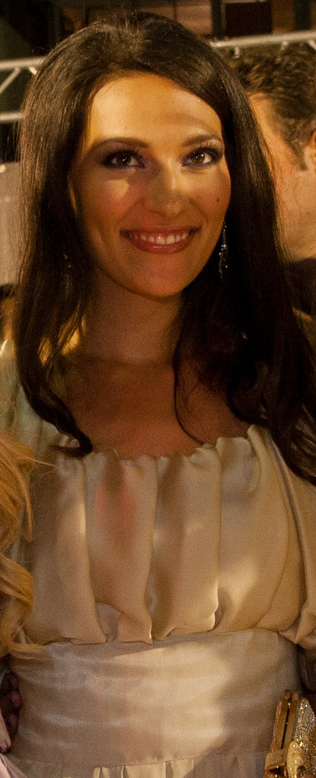
Nelly Marie Bojahr (* 1988)

- Bojak, Detlef (* 1935), deutscher Politiker (SPD), MdL
- Bojalil Gil, Felipe (1912–1956), mexikanischer Sänger und Komponist
- Bojan, bosnischer Rapper
- Bojang Samateh-Manneh, Fanta, gambische Politikerin
- Bojang, Aaron (* 2001), finnischer Schauspieler
- Bojang, Abdoulie (1960–2024), gambischer Politiker
- Bojang, Abdullah Mamadou Kalifa, gambischer Diplomat
- Bojang, Adama (* 2004), gambischer Fußballspieler
- Bojang, Alhassana († 2016), gambischer Politiker
- Bojang, Anna Marie (* 2004), gambische Beachvolleyballspielerin und Volleyballspielerin
- Bojang, Buba A., gambischer Politiker
- Bojang, Dembo, gambischer Politiker
- Bojang, Hamidou (* 1997), gambischer Fußballspieler
- Bojang, Ismael (* 1988), deutsch-österreichischer Pokerspieler
- Bojang, John P. († 2011), gambischer Pädagoge, Politiker und Diplomat
- Bojang, Lamin (* 1952), gambischer Politiker
- Bojang, Lamin (* 1954), gambischer Politiker
- Bojang, Lamin (1969–2025), gambischer Militäroffizier, Diplomat und Politiker
- Bojang, Lamin M. M. († 2011), gambischer Politiker
- Bojang, Madi L. M., gambischer Politiker
- Bojang, Manuel (* 2001), deutscher Basketballspieler
- Bojang, Mariama (* 1997), gambische Fußballspielerin
- Bojang, Momodou, gambischer Politiker
- Bojang, Momodou, gambischer Seyfo
- Bojang, Momodou (* 2001), gambischer Fußballspieler
- Bojang, Sheriff (* 1974), gambischer Journalist, Herausgeber und Politiker
- Bojang, Sheriff, gambischer Journalist und Rundfunksprecher
- Bojang, Sukai (* 1955), gambische Schriftstellerin
- Bojang, Sulayman (* 1997), gambischer Fußballspieler
- Bojang-Sissoho, Amie, gambische Frauenrechtsaktivistin und Politikerin
- Bojanić, Dragomir (1933–1993), jugoslawischer bzw. serbischer Schauspieler
- Bojanić, Miloš (* 1950), serbischer Turbo-Folk Sänger
- Bojanow, Borislaw (1944–2009), bulgarischer Mathematiker und Hochschullehrer
- Bojanowski, Alfons von (1805–1868), preußischer Generalleutnant, Kommandant von Breslau
- Bojanowski, Axel (* 1971), deutscher Geologe und WissenschaftsjournalistAxel Bojanowski (* 1971)

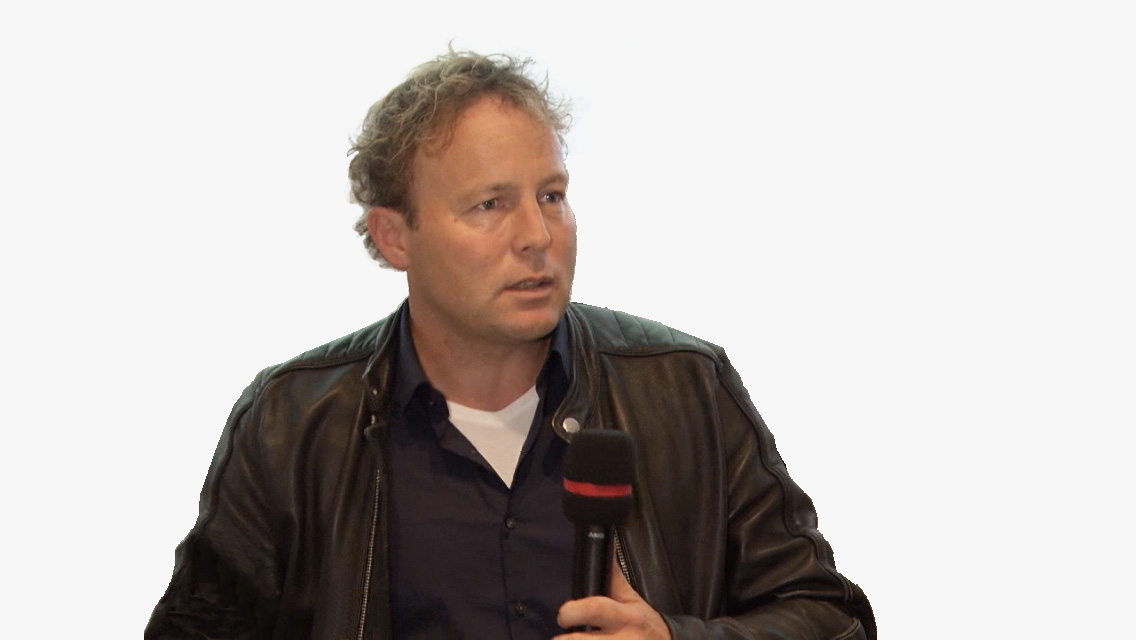
Axel Bojanowski (* 1971)

- Bojanowski, Edmund (1814–1871), polnischer Ordensgründer, Seliger
- Bojanowski, Paul von (1834–1915), deutscher Bibliothekar, Schriftsteller und Politiker, MdR
- Bojanowski, Victor von (1831–1892), deutscher Verwaltungsbeamter und Diplomat
- Bojanowski, Xaver von (1787–1856), preußischer Generalmajor
- Bojanus, Ludwig Heinrich von (1776–1827), deutscher Zoologe
- Bojar, Pavel (1919–1999), tschechischer Schriftsteller und Übersetzer
- Bojara, Peter (1939–2021), deutscher Fußballtorwart
- Bojarinzew, Denis Konstantinowitsch (* 1978), russischer Fußballspieler
- Bojarinzew, Wladislaw Andrejewitsch (* 1994), russischer Skispringer
- Bojārs, Gundars (* 1969), lettischer Politiker, Bürgermeister von Riga
- Bojārs, Jānis (1956–2018), lettischer Kugelstoßer
- Bojarskaja, Jelisaweta Michailowna (* 1985), russische Theater- und Kinoschauspielerin
- Bojarski, Ceslaw (1917–2003), französisch-polnischer Fälscher
- Bojarski, Michail Sergejewitsch (* 1949), russischer Schauspieler, Sänger und TV-ModeratorMichail Sergejewitsch Bojarski (* 1949)

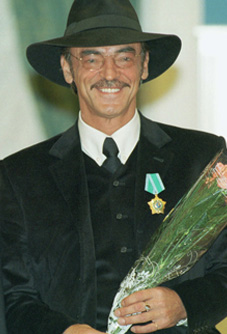
Michail Sergejewitsch Bojarski (* 1949)

- Bojarski, Nikolai Alexandrowitsch (1922–1988), sowjetischer Theater- und Film-Schauspieler
- Bojarski, Pjotr Wladimirowitsch (1943–2022), sowjetisch-russischer Physiker, Wissenschaftshistoriker, Polarforscher und Kulturologe
- Bojarski, Wiktor Iljitsch (* 1950), sowjetisch-russischer Funktechniker und Polarforscher
- Bojarskich, Klawdija Sergejewna (1939–2009), russische Skilangläuferin
- Bojarzin, Manfred (* 1961), deutscher Fußballspieler
- Bojčeski, Miroslav (* 1968), mazedonisch-österreichischer Fußballspieler und -trainer
- Bojda, Aleksander (* 1978), polnischer Skisportler
- Bojdová, Ivana (* 1985), slowakische Fußballspielerin
- Bojdunyk-Rack, Dagmar, österreichische Geschäftsführerin
- Bøje, Alexandra (* 1999), dänische Badmintonspielerin
- Boje, Claus (1958–2023), deutscher Filmproduzent
- Bojé, Harald (1934–1999), deutscher Pianist und Hochschullehrer
- Boje, Kornelia (* 1942), deutsche Schauspielerin, Autorin, Synchron- und Hörspielsprecherin sowie Synchronregisseurin
- Boje, Walter (1905–1992), deutscher Fotograf
- Bojent, Patrik (* 1980), schwedischer Fußballspieler
- Bojer, Dirk (* 1968), deutscher Liedermacher
- Bojer, Johan (1872–1959), norwegischer Schriftsteller
- Bojer, Marlene (* 1993), deutsche Synchronschwimmerin
- Bojer, Wenceslas (1795–1856), böhmisch-mauritischer Botaniker und Naturforscher
- Bojesen, Kay (1886–1958), dänischer Designer
- Bojewa, Natalja (* 1989), russische Opernsängerin (Mezzosopran)
- Bojewa, Nina Fjodorowna (1890–1956), russische bzw. sowjetische Astronomin
- Bojica, Stefania (* 2005), rumänische Tennisspielerin
- Bojidar, Christian (* 1986), deutscher Schauspieler
- Bojinović, Mladen (* 1977), serbischer Handballspieler
- Bojka, Aljaksej, belarussischer Pokerspieler
- Bojka, Tazzjana (* 1955), belarussische Hochspringerin und Verfassungsrichterin
- Bojko, Bogdan (* 1959), polnischer Politiker, Mitglied des Sejm
- Bojko, Denys (* 1988), ukrainischer Fußballtorhüter
- Bojko, Jakub (1857–1943), polnischer Politiker, Mitglied des Sejm
- Bojko, Jozef (* 1971), slowakischer Jockey im Galoppsport
- Bojko, Julian (* 2005), ukrainischer Snookerspieler
- Bojko, Jurij (* 1958), ukrainischer PolitikerJurij Bojko (* 1958)

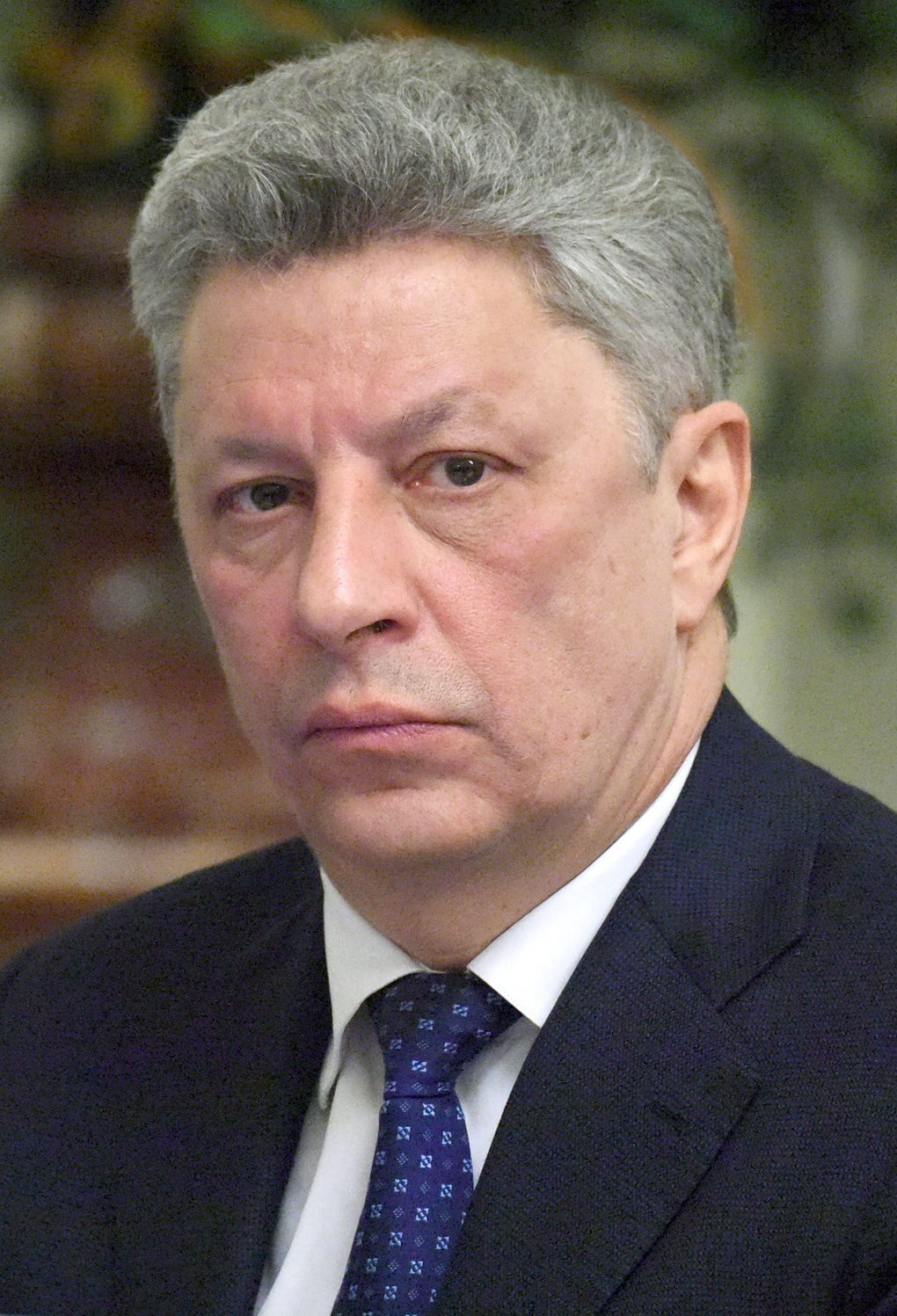
Jurij Bojko (* 1958)

- Bojko, Oleksandr (* 1965), ukrainischer Unternehmer
- Bojko, Serhij (* 1977), ukrainischer Fußballschiedsrichter
- Bojko, Szymon (1917–2014), polnischer Kunsthistoriker und Kunstkritiker
- Bojković, Nataša (* 1971), serbische Schachspielerin
- Bojničić, Ivan (1858–1925), Jurist und Archivist
- Bōjō, Toshiaya (1847–1906), japanischer Politiker
- Bojórquez, José, mexikanischer Filmproduzent, Regisseur und Drehbuchautor
- Bojosi, Tshegofatso (* 1998), botswanische Leichtathletin
- Bojoura (* 1947), niederländische Pop- und Folksängerin
- Bojović, Jana (* 1999), serbische Tennisspielerin
- Bojović, Petar (1858–1945), serbischer Feldmarschall
- Bojovič, Vlado (* 1952), jugoslawisch-slowenischer Handballspieler
- Bojowald, Martin (* 1973), deutscher Physiker
- Bojs, Karin (* 1959), schwedische Wissenschaftsjournalistin und Schriftstellerin
- Bojsen, Brian, dänischer Koch, Gastronom, Surfsportler und Fotograf
- Bojsen, Jaden (* 2000), deutscher Schauspieler, DJ und Sänger
- Bojsen-Møller, Helge (1874–1946), dänischer Architekt
- Bojsen-Møller, Jens (* 1966), dänischer Segler
- Bojsen-Møller, Jørgen (* 1954), dänischer Segler
- Böjte, Csaba (* 1959), ungarischsprachiger Franziskaner
- Bojtschenko, Oleksandr (1903–1950), ukrainisch-sowjetischer Schriftsteller und Politiker
- Bojtschenko, Oleksandr (* 1970), ukrainischer Schriftsteller, Essayist, Übersetzer und Pädagoge
- Bojtschewa, Nikoleta (* 1994), bulgarische Fußballspielerin
- Bojtschuk, Ihor (* 1984), ukrainischer Skispringer
- Bojtschuk, Mychajlo (1882–1937), ukrainischer Künstler und Maler
- Bojtschuk, Taras (* 1966), ukrainischer Mediziner und Hochschullehrer
- Bojunga Nunes, Lygia (* 1932), brasilianische Kinder- und Jugendbuchautorin
- Bojunga, Adolf Christian Gerhard (1815–1868), deutscher Schulmann und Politiker
- Bojunga, Claudius Hermann (1836–1913), deutscher Jurist und Kommunalpolitiker in Hannover
- Bojunga, Helmut (1898–1958), deutscher Jurist, Verwaltungsbeamter und Politiker
- Bojunga, Klaudius (1867–1949), deutscher Germanist, Philologe, Pädagoge und Autor

### Bok
- Bok Geo-il (* 1946), südkoreanischer Schriftsteller
- Bok, Albert von (1825–1914), deutscher Architekt und königlich württembergischer Baubeamter
- Bök, August Friedrich (1739–1815), württembergischer Hochschullehrer, Professor der Philosophie, Beredsamkeit und Dichtkunst sowie Prälat in Tübingen
- Bok, Aylin (* 1996), deutsche Handballspielerin
- Bok, Bart J. (1906–1983), niederländisch-US-amerikanischer Astronom
- Bok, Benjamin (* 1995), niederländischer Schach-Großmeister
- Bok, Derek (* 1930), US-amerikanischer Jurist, Pädagoge, Autor, Hochschullehrer
- Bok, Francis (* 1979), US-amerikanischer Menschenrechtler
- Bok, Hannes (1914–1964), amerikanischer Künstler und Schriftsteller
- Bok, Julien (* 1933), französisch-polnischer Physiker
- Bok, Matteo Markus (* 2003), deutsch-italienischer Popsänger
- Bok, Pauline de (* 1956), niederländische Schriftstellerin und Übersetzerin
- Bok, Priscilla Fairfield (1896–1975), US-amerikanische Astronomin
- Bok, Sarah, englische Badmintonspielerin
- Bok, Siegfried Thomas (1892–1964), niederländischer Neurologe
- Bok, Wladimir Georgijewitsch (1850–1899), russischer Archäologe und Koptologe
- Bok, Wolfgang (* 1957), deutscher Journalist, Autor und Politikwissenschaftler
- Boka (* 1988), brasilianischer Fußballspieler
- Boka, Arthur (* 1983), ivorischer FußballspielerArthur Boka (* 1983)

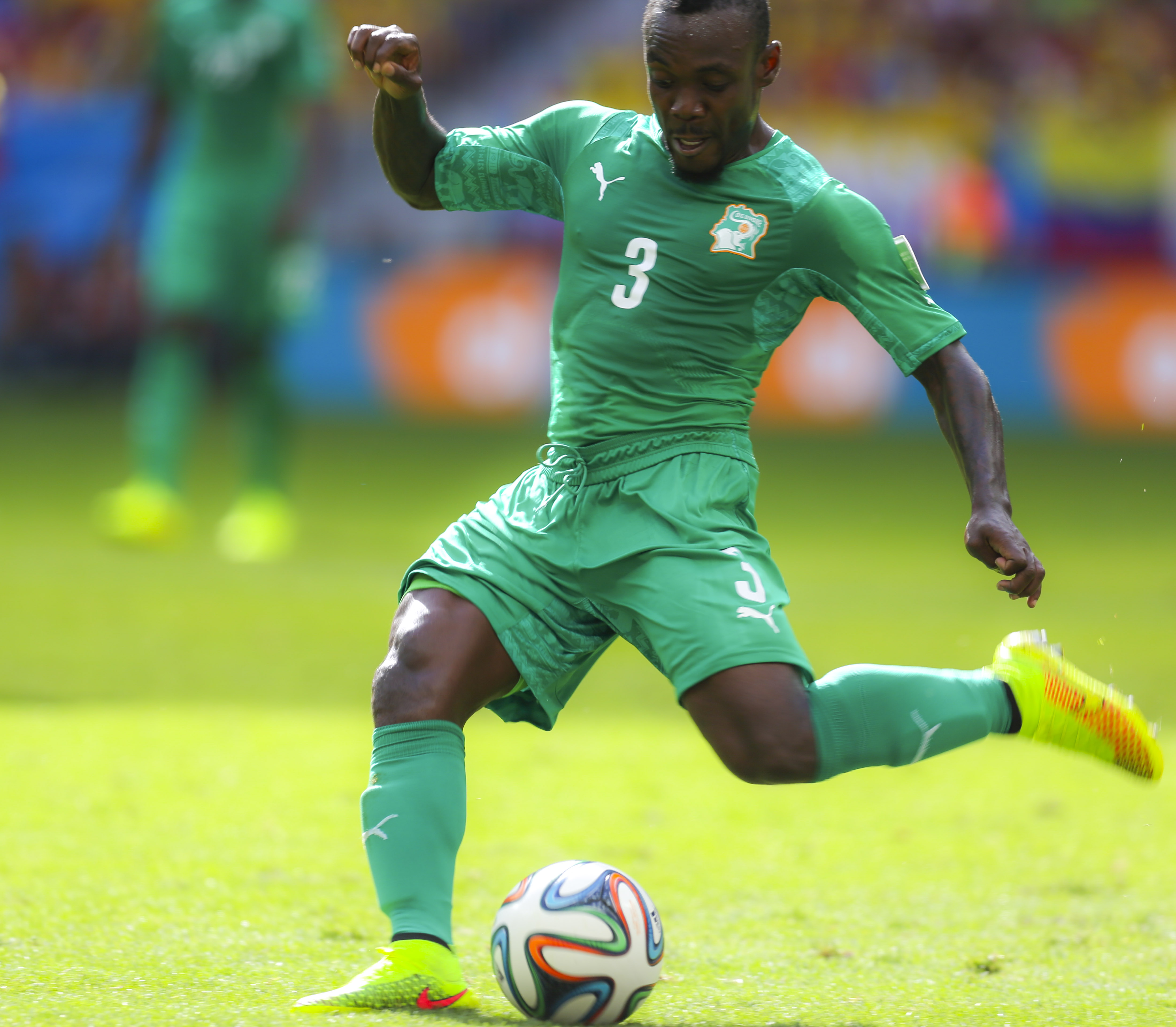
Arthur Boka (* 1983)

- Bóka, Bendegúz (* 1993), ungarischer Handballspieler
- Bóka, János (* 1978), ungarischer Politiker
- Boka, Olta (* 1991), albanische Sängerin
- Bokadi, Merveille Bopé (* 1996), kongolesischer Fußballspieler
- Bokal, Nataša (* 1967), slowenische Skirennläuferin
- Bokalic Iglic, Vicente (* 1952), argentinischer Ordensgeistlicher, Bischof von Santiago del Estero und Kardinal
- Bokan, Anna († 1775), niederländische Schauspielerin, Tänzerin und Sängerin
- Bokan, Beau (* 1981), US-amerikanischer Metal-Musiker
- Bokanovic, Antonio (* 2003), österreichischer Fußballspieler
- Bokanović, Josipa (* 1991), kroatische Fußballnationalspielerin
- Bokanowski, Maurice (1879–1928), französischer Politiker
- Bokarew, Gennadi Kusmitsch (1934–2012), russischer Drehbuchautor, Prosaschriftsteller, Verdienter Künstler der RSFSR, Ehrenbürger der Oblast Swerdlowsk
- Bokarew, Wassili Dmitrijewitsch (1904–1966), sowjetischer Theaterschauspieler und Filmschauspieler
- Bokassa, Jean-Bédel (1921–1996), zentralafrikanischer Politiker, Präsident und später Kaiser der Zentralafrikanischen RepublikJean-Bédel Bokassa (1921–1996)

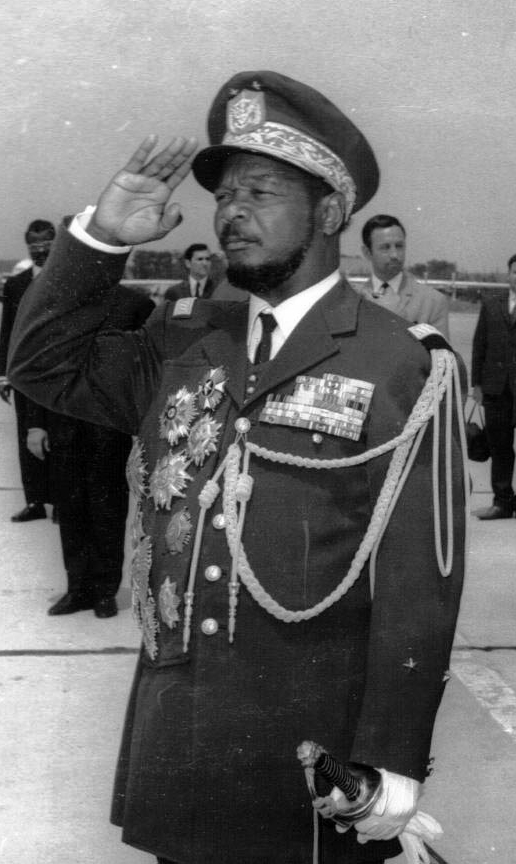
Jean-Bédel Bokassa (1921–1996)

- Bokassa, Jean-Bédel der Jüngere (* 1973), zentralafrikanischer Thronfolger
- Bokay, Franz von (1906–1979), ungarischer Schauspieler
- Böke, Fabian (* 1986), deutscher Basketballspieler
- Böke, Hubert (* 1951), deutscher evangelischer Theologe
- Böke, Hüsamettin (1910–1995), türkischer Fußballtorhüter
- Böke, Karl-Ludwig (1927–1996), deutscher Bildhauer und Plastiker
- Boke, Norman Hill (1913–1996), US-amerikanischer Botaniker
- Bokee, David A. (1805–1860), US-amerikanischer Politiker
- Bökeichan, Älichan (1866–1937), kasachischer Politiker und Publizist
- Bokel, Claudia (* 1973), deutsche Degenfechterin
- Bökel, Gerhard (* 1946), deutscher Politiker (SPD), MdL, Hessischer Staatsminister
- Bökel, Johann (1535–1605), belgischer Mediziner
- Bokel, Radost (* 1975), deutsche Schauspielerin und Sängerin
- Bokelberg, Eduard (* 1807), deutscher Bauingenieur und Baubeamter, Sachbuch-Autor und Redakteur, Freimaurer
- Bokelberg, Georg (1842–1902), deutscher Architekt, Bauingenieur, Eisenbahner und Stadtbaurat
- Bokelberg, Nilz (* 1976), deutscher Fernsehmoderator und SängerNilz Bokelberg (* 1976)

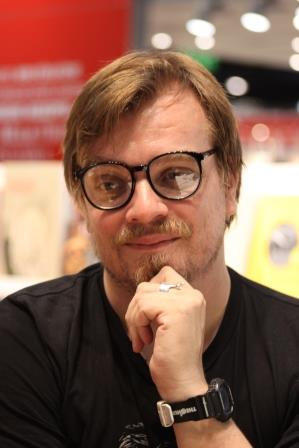
Nilz Bokelberg (* 1976)

- Bokelberg, Oliver (* 1964), deutscher Kameramann
- Bokelberg, Werner (1937–2024), deutscher Fotograf und Schauspieler
- Bokelmann, Christian Ludwig (1844–1894), deutscher Maler
- Bokelmann, Ernst Heinrich (1858–1928), deutscher Rechtsanwalt, Notar und Politiker, MdR
- Bokelmann, Friedrich (1868–1941), deutscher Elektrotechniker
- Bokelmann, Fritz (* 1940), deutscher Bankmanager sowie Verbands- und Verwaltungsratsvorsitzender des Bundesverbands der Deutschen Volksbanken und Raiffeisenbanken (BVR)
- Bokelmann, Georg Wilhelm (1779–1847), Kaufmann und dänischer Diplomat
- Bokelmann, Hans (1931–2016), deutscher Erziehungswissenschaftler und Hochschullehrer
- Bokelmann, Hermann (1929–2024), deutscher Kommunalpolitiker (SPD)
- Bökelmann, Horst, deutscher Verwaltungsjurist und Landrat
- Bokelmann, Johann Conrad (1830–1875), Gutsbesitzer, Reichstagsabgeordneter
- Bökelmann, Ludger (* 2001), deutscher Filmschauspieler
- Bökelmann, Oskar (* 1997), deutscher Schauspieler
- Bokelmann, Uwe (* 1962), deutscher Journalist und Chefredakteur
- Bokeloh, Axel (* 1960), deutscher Radrennfahrer
- Bokeloh, Dieter (1942–2022), deutscher Skispringer
- Bokeloh, Jonas (* 1996), deutscher Radrennfahrer
- Bökels, Hanns (1891–1965), deutscher Architekt
- Bökemeier, Horst (1935–2015), deutscher Jurist und Politiker (SPD), MdL
- Bökemeier, Rolf (1932–2007), deutscher Lehrer, Heimatforscher und Sachbuchautor
- Bokemeyer, Carsten (* 1962), deutscher Internist
- Bokemeyer, Heinrich (1679–1751), Theologe, Dichter, Komponist
- Bokemeyer, Jan (1970–2023), deutscher Basketballspieler
- Böken, Gerda (* 1933), deutsche Film- und Theaterschauspielerin
- Böken, Jenny (1989–2008), deutsche Offiziersanwärterin
- Bökenberg, Werner (* 1932), deutscher Fußballspieler
- Bökenkamp, Gérard (* 1980), deutscher Historiker und Publizist
- Bokenkamp, Jon (* 1974), US-amerikanischer Drehbuchautor, Produzent und ShowrunnerJon Bokenkamp (* 1974)

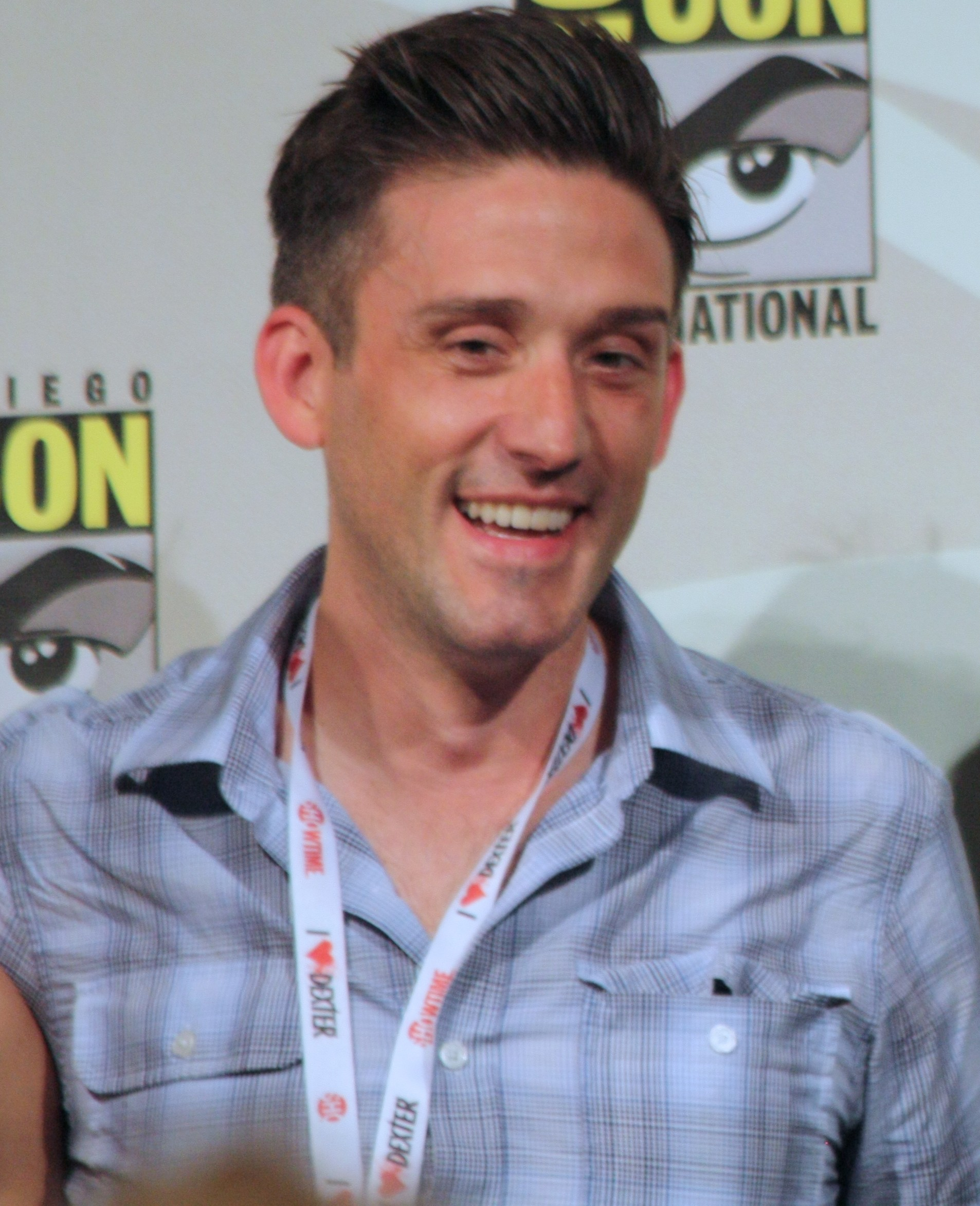
Jon Bokenkamp (* 1974)

- Bökenkröger, Lars (* 1974), deutscher Politiker (CDU), Bürgermeister von Bad Oeynhausen
- Bökenkrüger, Wilhelm (1890–1966), deutscher Pädagoge, Verwaltungsbeamter und Politiker (SPD), MdL, rheinland-pfälzischer Landesminister
- Böker, Alexander (1912–1997), deutscher Journalist und Diplomat
- Böker, Alexander (* 1973), deutscher Chemiker und Hochschullehrer
- Böker, Carl (1836–1905), deutscher Maler
- Boker, George Henry (1823–1890), US-amerikanischer Diplomat und Schriftsteller
- Böker, Hans (1886–1939), deutscher Anatom und Zoologe
- Böker, Johann Gottfried (1795–1860), deutschamerikanischer Wein- und Spirituosenhändler, Konsul, Kunstsammler und Galerist
- Böker, Johann Josef (* 1953), deutscher Architekturhistoriker
- Boker, John R. (1913–2003), US-amerikanischer Industrieller und Philatelist
- Böker, Jürgen († 2010), deutscher Architekt und Professor an der TFH Berlin
- Böker, Marion, deutsche Frauenrechtlerin und Menschenrechtsexpertin, Präsidentin der IAW
- Böker, Markus (* 1966), deutscher Film-, Fernseh- und Theaterschauspieler
- Böker, Moritz (1853–1933), deutscher Ingenieur und Industrieller, Ehrenbürger von Remscheid
- Boker, Nava (* 1970), israelische Politikerin
- Böker, Robert (1843–1912), deutscher Kaufmann und Kommunalpolitiker
- Böker, Robert (1885–1980), deutscher Ingenieur und Wissenschaftshistoriker
- Böker, Ulrike (* 1956), österreichische Politikerin (GRÜNE)
- Böker, Uwe (1940–2020), deutscher Philologe und Anglist
- Böker, Wolfgang (1933–2024), deutscher Psychiater
- Bokeria, Giga (* 1972), georgischer Politiker
- Bokermann, Werner (1929–1995), brasilianischer Zoologe
- Bokern, Mareike (* 1979), deutsche Nachrichtenmoderatorin
- Bokern, Oliver (* 1973), deutscher Schauspieler
- Bokes, Vladimír (1946–2024), slowakischer Komponist
- Bokesa, Aauri (* 1988), spanische Sprinterin
- Bokesch, Markus (* 1991), österreichischer Handballspieler
- Bokhari, Laila (* 1974), norwegische Politikwissenschaftlerin und Politikerin
- Bokhari, Lal (1909–1959), indischer Hockeyspieler und pakistanischer Diplomat
- Bokhari, Patras (1898–1958), pakistanischer Hochschulrektor, Schriftsteller, Rundfunksprecher und Diplomat
- Bokhari, Samsam (* 1967), pakistanischer Politiker
- Bokholt, Heinrich von († 1346), Ratsherr in Lübeck
- Bokholt, Hermann († 1427), deutscher Zisterzienser und Abt des Klosters Doberan
- Bokholt, Lorenz († 1501), deutscher Jurist, römisch-katholischer Geistlicher und Hochschullehrer
- Bokholt, Siegfried von, Ratsherr der Hansestadt Lübeck
- Boki, Boris Iwanowitsch (1873–1927), russischer Montanwissenschaftler und Hochschullehrer
- Boki, Georgi Borissowitsch (1909–2001), russischer Physikochemiker, Kristallchemiker, Kristallograph und Hochschullehrer
- Boki, Gleb Iwanowitsch (1879–1937), russischer Revolutionär und NKWD-Kommissar
- Boki, Ihar (* 1994), belarussischer Schwimmer
- boki.b (* 1983), kroatischer Künstler (Maler, Grafiker und Autor)
- Bokila, Jeremy (* 1988), niederländisch-kongolesischer Fußballspieler
- Bokilifu Boni (1730–1793), Häuptling und Aufständischen-Anführer in Surinam
- Bokk, Dominik (* 2000), deutscher EishockeyspielerDominik Bokk (* 2000)

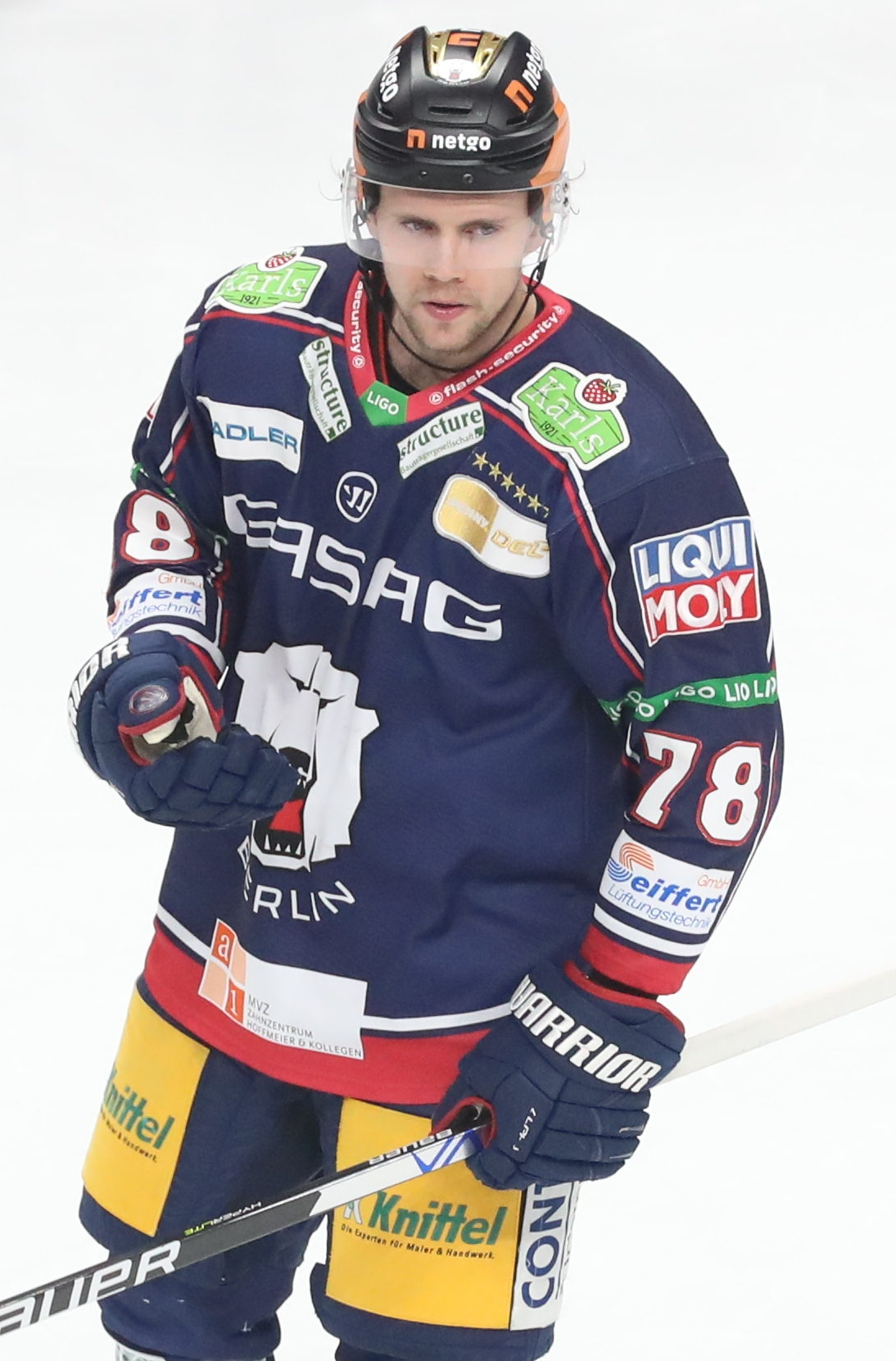
Dominik Bokk (* 2000)

- Bökk, Katalin (* 1972), ungarische Fußballnationalspielerin
- Bokkel, Dennis ten (* 1979), niederländischer Eishockeyspieler
- Bøkko, Håvard (* 1987), norwegischer Eisschnellläufer
- Bøkko, Hege (* 1991), norwegische Eisschnellläuferin
- Boklan, Stanislaw (* 1960), ukrainischer Film- und Theaterschauspieler
- Bökle, Otto (1912–1988), deutscher Fußballspieler
- Böklen, Hilde (1897–1987), deutsche Malerin
- Böklen, Richard (1861–1934), deutscher Architekt, württembergischer Baubeamter und Hochschullehrer
- Bökler, Philipp Heinrich (1718–1759), Straßburger Anatom und Hochschullehrer
- Bokler, Willy (1909–1974), deutscher Geistlicher
- Boklöv, Jan (* 1966), schwedischer Skispringer
- Boklund, Johan Christoffer (1817–1880), schwedischer Maler und Professor an der Königlichen Kunsthochschule in Stockholm
- Bokma, Pierre (* 1955), niederländischer Schauspieler
- Bökmann, Johannes (1926–1998), deutscher katholischer Moraltheologe und Publizist
- Boko, Duma (* 1969), botswanischer PolitikerDuma Boko (* 1969)

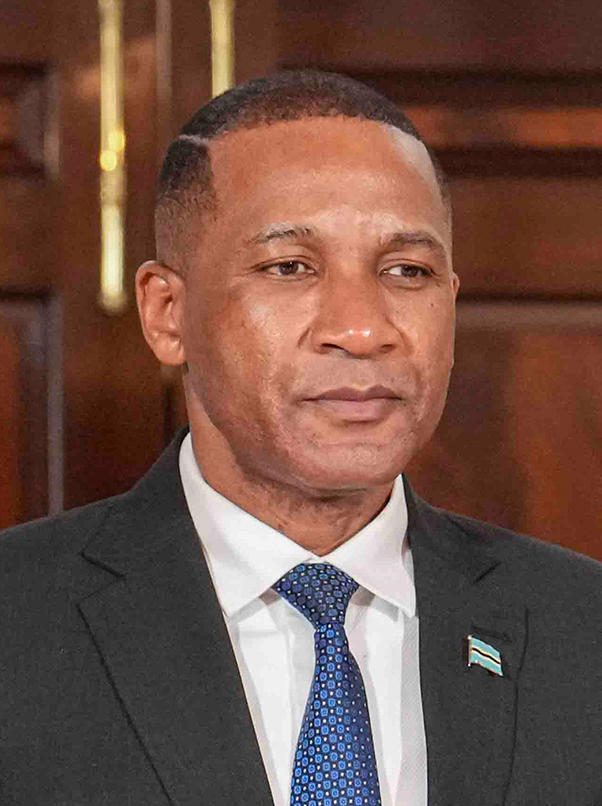
Duma Boko (* 1969)

- Bokolo, Yannick (* 1985), französischer Basketballspieler
- Bokon, Ernst (1922–1991), österreichischer Fußballspieler
- Bokor, Margit (1900–1949), ungarische Sängerin (Sopran)
- Bokor, Veronika (* 2000), österreichische Tennisspielerin
- Bokorny, Thomas (1856–1929), deutscher Chemiker und Botaniker
- Bokoum, Saïdou (* 1945), guineischer Schriftsteller französischer Sprache
- Boková, Jenovéfa (* 1992), tschechische Schauspielerin und Musikerin
- Boková, Kristýna (* 1981), tschechische Schauspielerin
- Bokow, Andrei Wladimirowitsch (* 1943), russischer Architekt und Hochschullehrer
- Bokow, Fjodor Jefimowitsch (1904–1984), sowjetischer Funktionär und General
- Bokowa, Irina (* 1952), bulgarische Politikerin
- Bokowoi, Andrei Dmitrijewitsch (* 2000), russischer Fußballspieler
- Bokowski, Paul (* 1982), deutsch-polnischer Autor und Satiriker
- Bokros, Lajos (* 1954), ungarischer Politiker, MdEP
- Boks, Aron (* 1997), deutscher Autor, Poetry-Slammer und ModeratorAron Boks (* 1997)

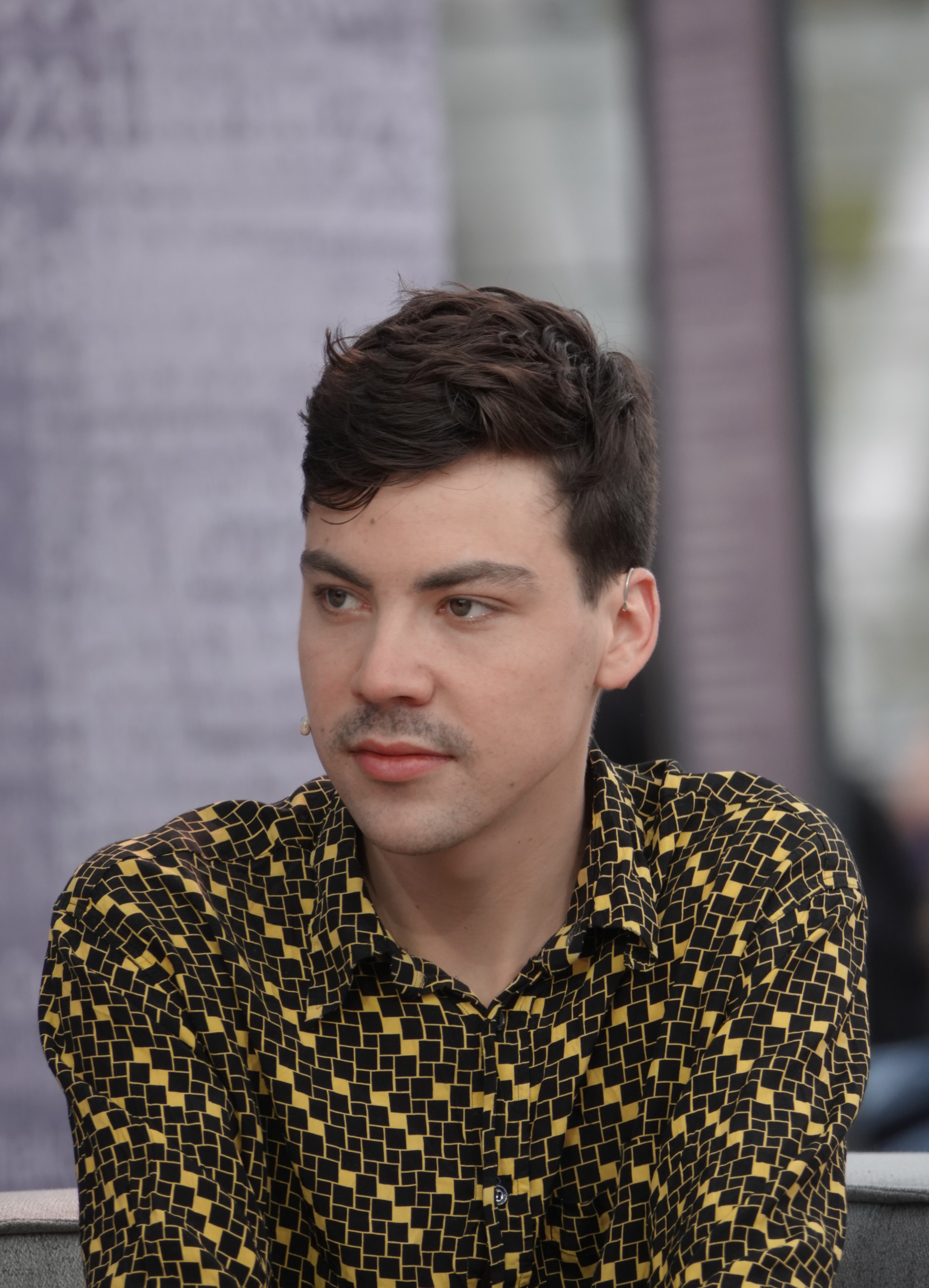
Aron Boks (* 1997)

- Boks, Evert Jan (1839–1914), niederländisch-belgischer Genre- und Porträtmaler
- Bokša, Milan (* 1951), tschechischer Fußballspieler und -trainer
- Bokšay, Alexa (1911–2007), tschechischer Fußballspieler und -trainer
- Bokschaj, Jossyp (1891–1975), ukrainischer Maler
- Bokschtein, Mejer Felixowitsch (1913–1990), sowjetischer Mathematiker
- Boksenberg, Alexander (* 1936), britischer Physiker
- Bokshi, Besim (1930–2014), jugoslawischer bzw. kosovarischer Sprachwissenschaftler, Lyriker und Politiker
- Bokšić, Alen (* 1970), kroatischer Fußballspieler
- Bokšić, Marko (* 1993), kroatisch-bosnischer Basketballspieler
- Bokun, Daniil (* 1996), belarussischer Eishockeyspieler
- Bokun, Magdalena (* 1996), polnische Sprinterin
- Bokutschawa, Tinatin (* 1983), georgische Politikerin